# Jaguar C-X75
Jaguar C-X75 — гибридный двухместный концепт-кар, производившийся с 2010 по 2013 год британским автопроизводителем Jaguar Cars в партнёрстве с командой Формулы-1 «Уильямс».

## Описание
Впервые Jaguar C-X75 был представлен в 2010 году на Парижском автосалоне. Силовой агрегат концепта C-X75 рассчитан на 580 кВт (778 л. с.) благодаря четырём электродвигателям YASA. Аккумуляторы, приводящие эти двигатели в движение, заряжаются с помощью двух дизельных микрогазовых турбин вместо обычного четырёхтактного двигателя. Это было описано как проектное исследование, которое повлияет на будущий дизайн и технологии.
В мае 2011 года компания Jaguar объявила о мелкосерийном производстве C-X75 с 2013 по 2015 год, с компактным бензиновым двигателем с принудительной индукцией в сочетании с электродвигателями вместо микрогазовых турбин в концепт-каре. Максимум 250 автомобилей планировалось выпустить в партнёрстве с Williams Advanced Engineering. Ожидалось, что запас хода на электротяге составит 50 км. В декабре 2012 года было объявлено об отмене производства из-за Великой рецессии. В 2013 году было выпущено лишь 5 опытных образцов. В 2015 году Jaguar C-X75 был показан в фильме «Спектр» — двадцать четвёртом фильме о Джеймсе Бонде, в котором создателям фильма было поставлено 7 автомобилей.

## Технические характеристики
Предполагаемая максимальная скорость Jaguar C-X75 составляла 330 км/ч. Ожидалось, что разгон до 100 км/ч составит 2,9 сек., а от 80 до 145 км/ч — 2,3 сек. В движение автомобиль приводился четырьмя электродвигателями мощностью по 145 кВт (194 л. с.) каждый. Суммарная мощность составляла 582 кВт (780 л. с.), а суммарный крутящий момент — 1600 Н⋅м. Масса каждого двигателя составляла 50 кг.

## Галерея

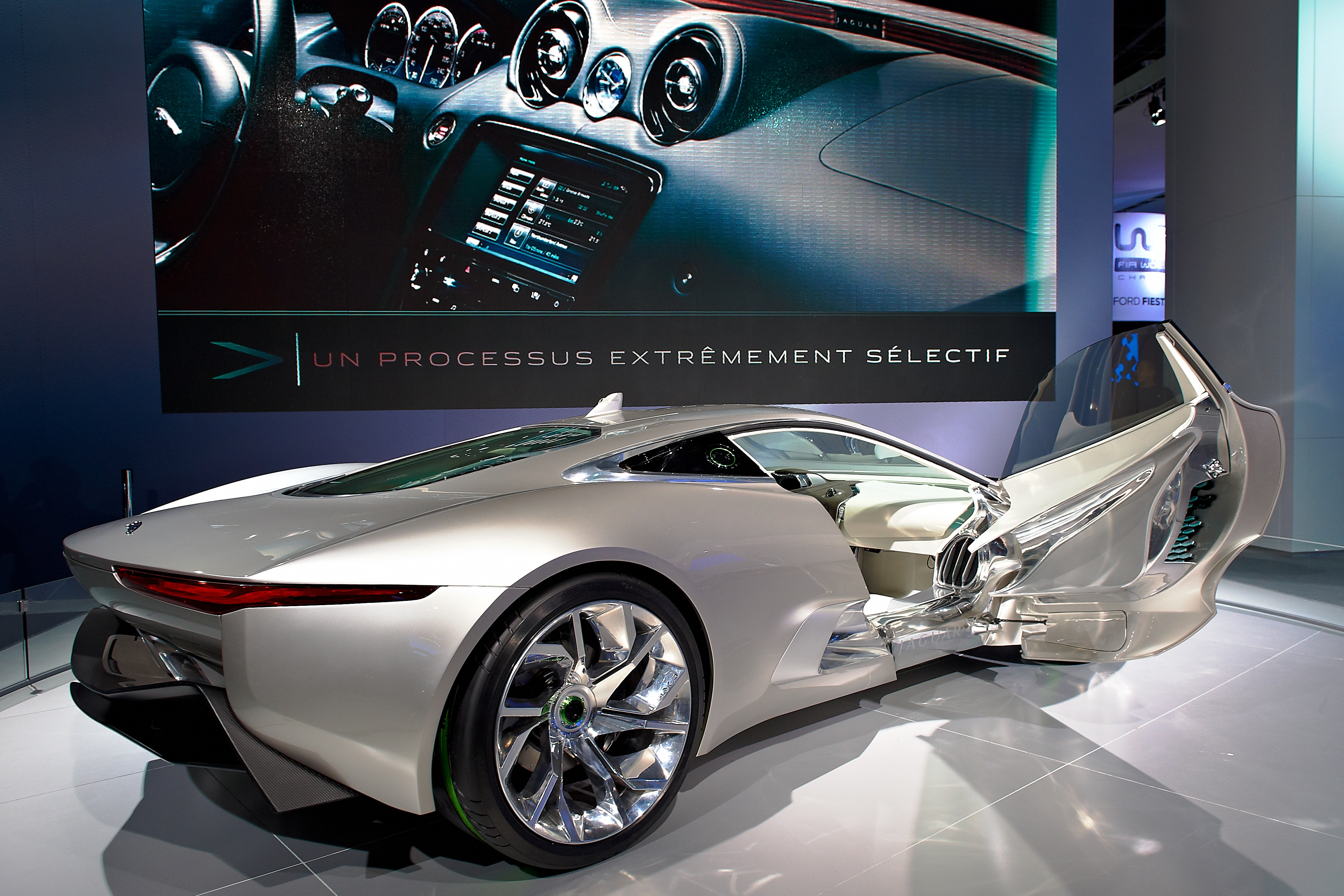
Jaguar C-X75 (двери открыты)
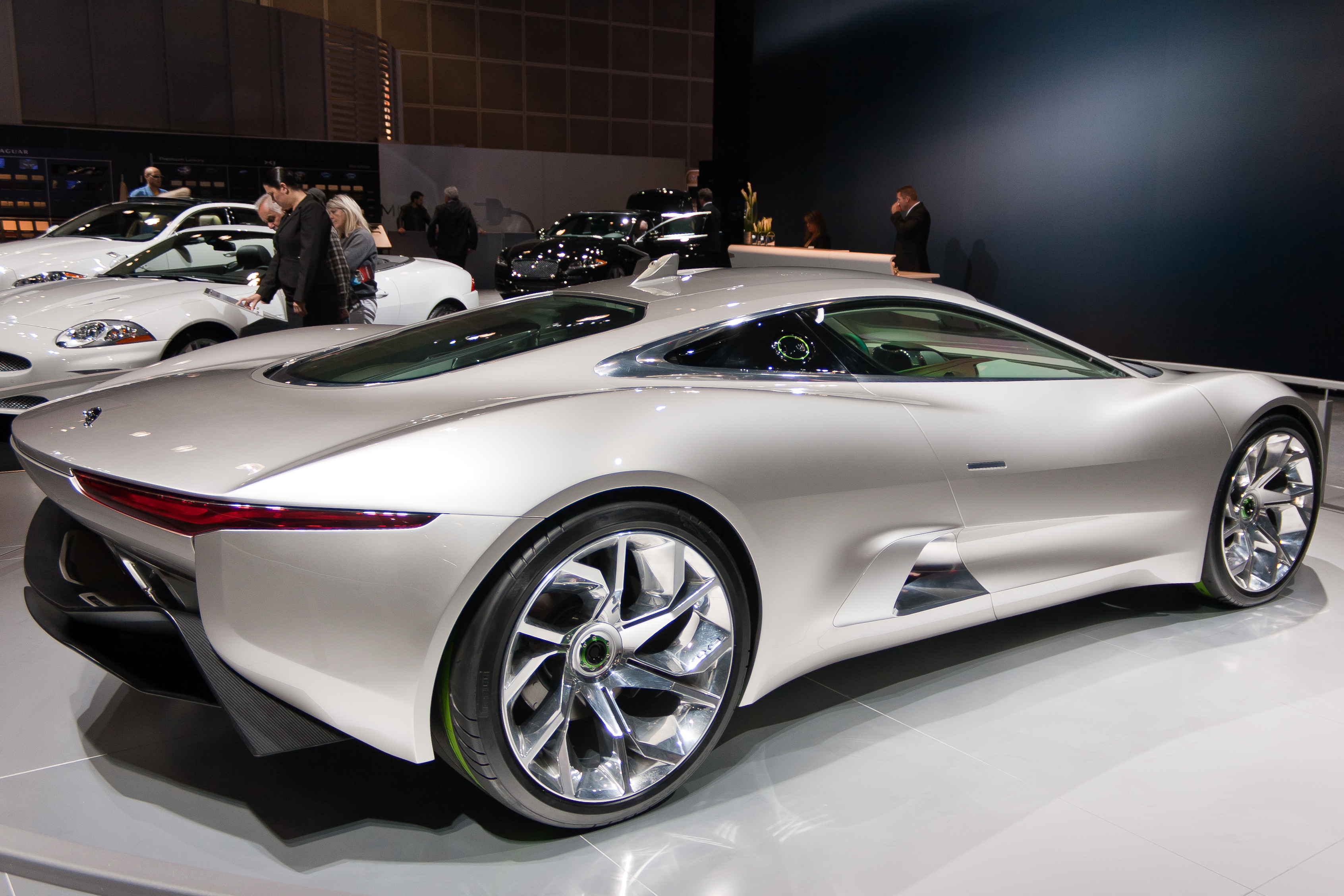
Jaguar C-X75 (двери закрыты)
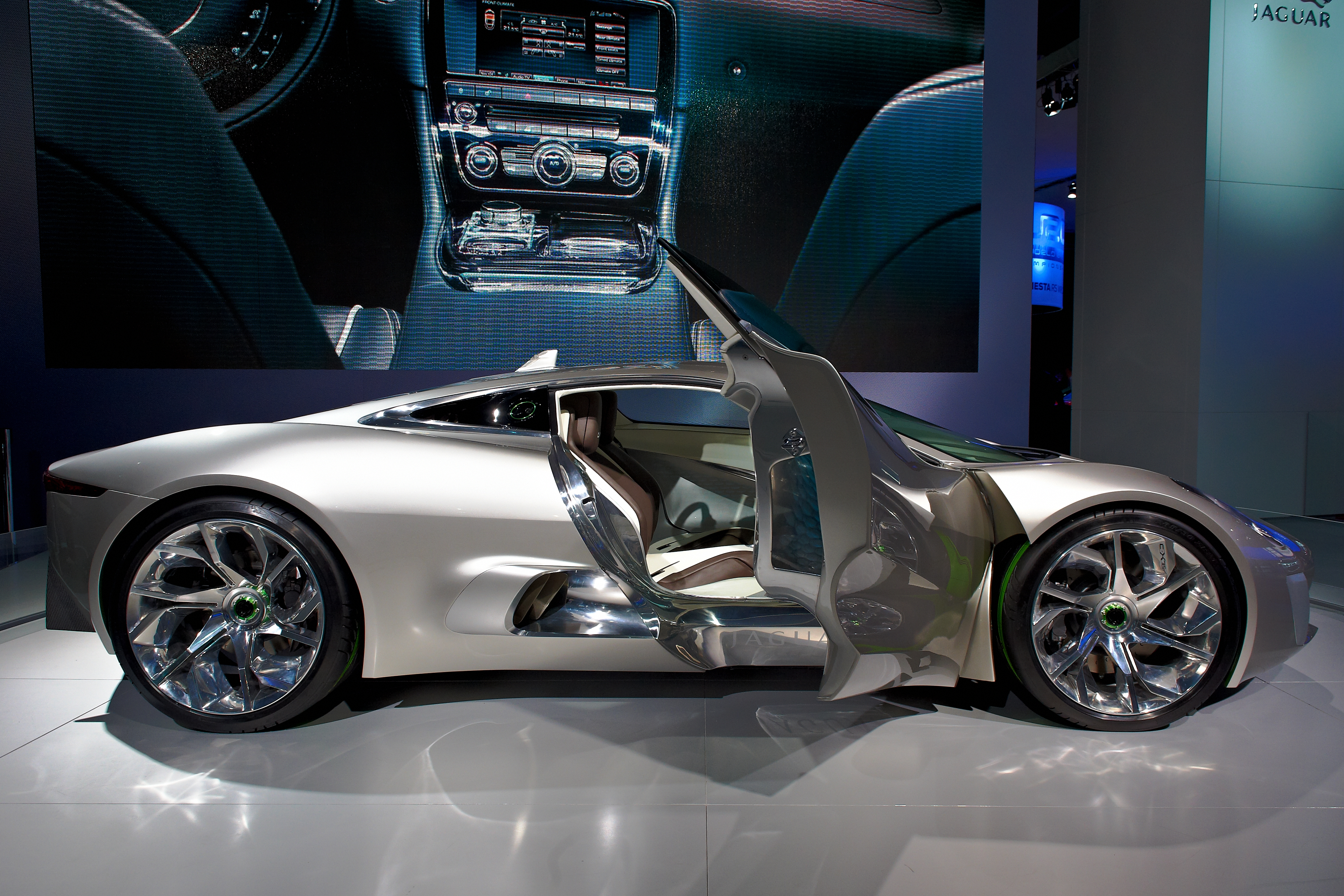
Вид сбоку
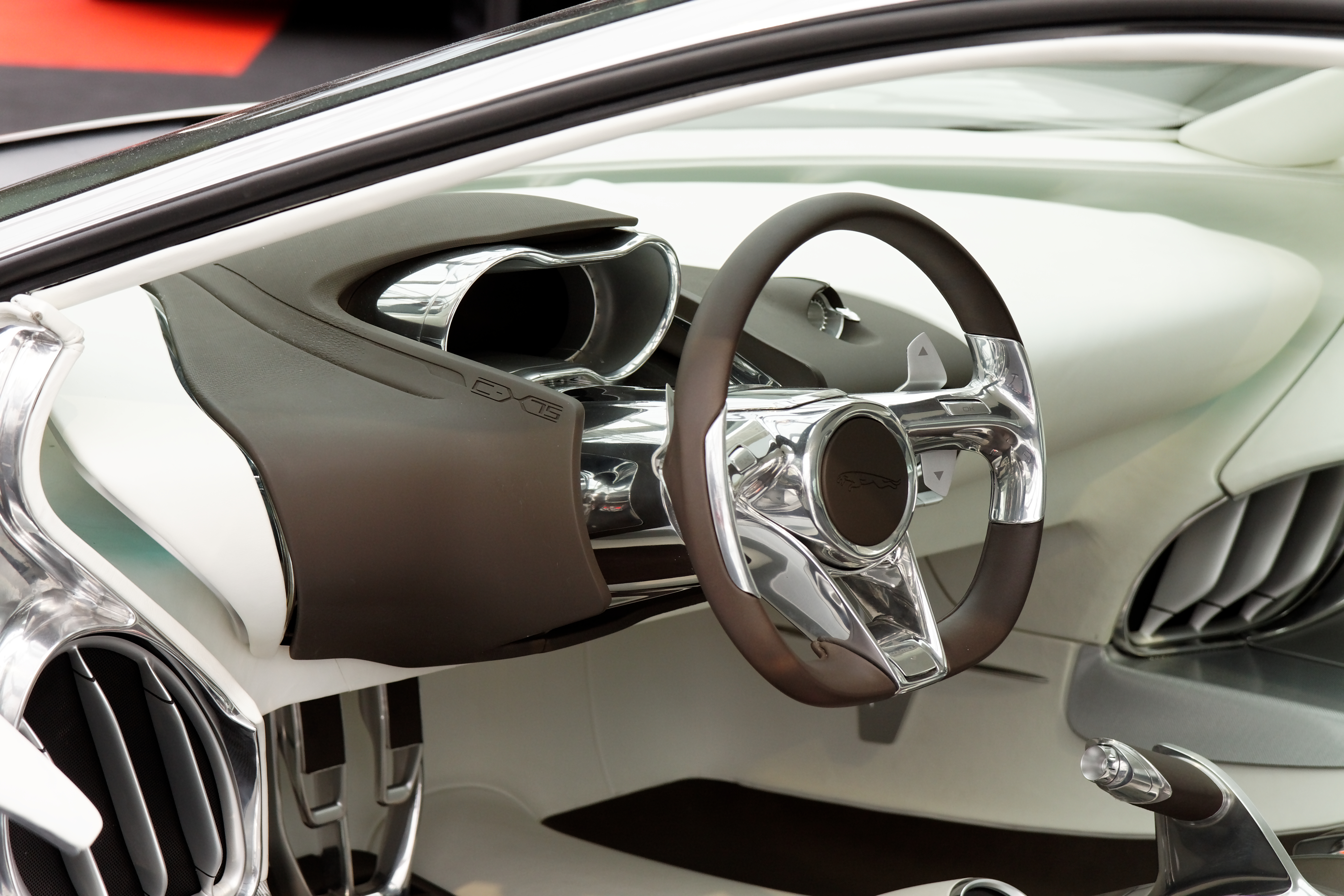
Интерьер
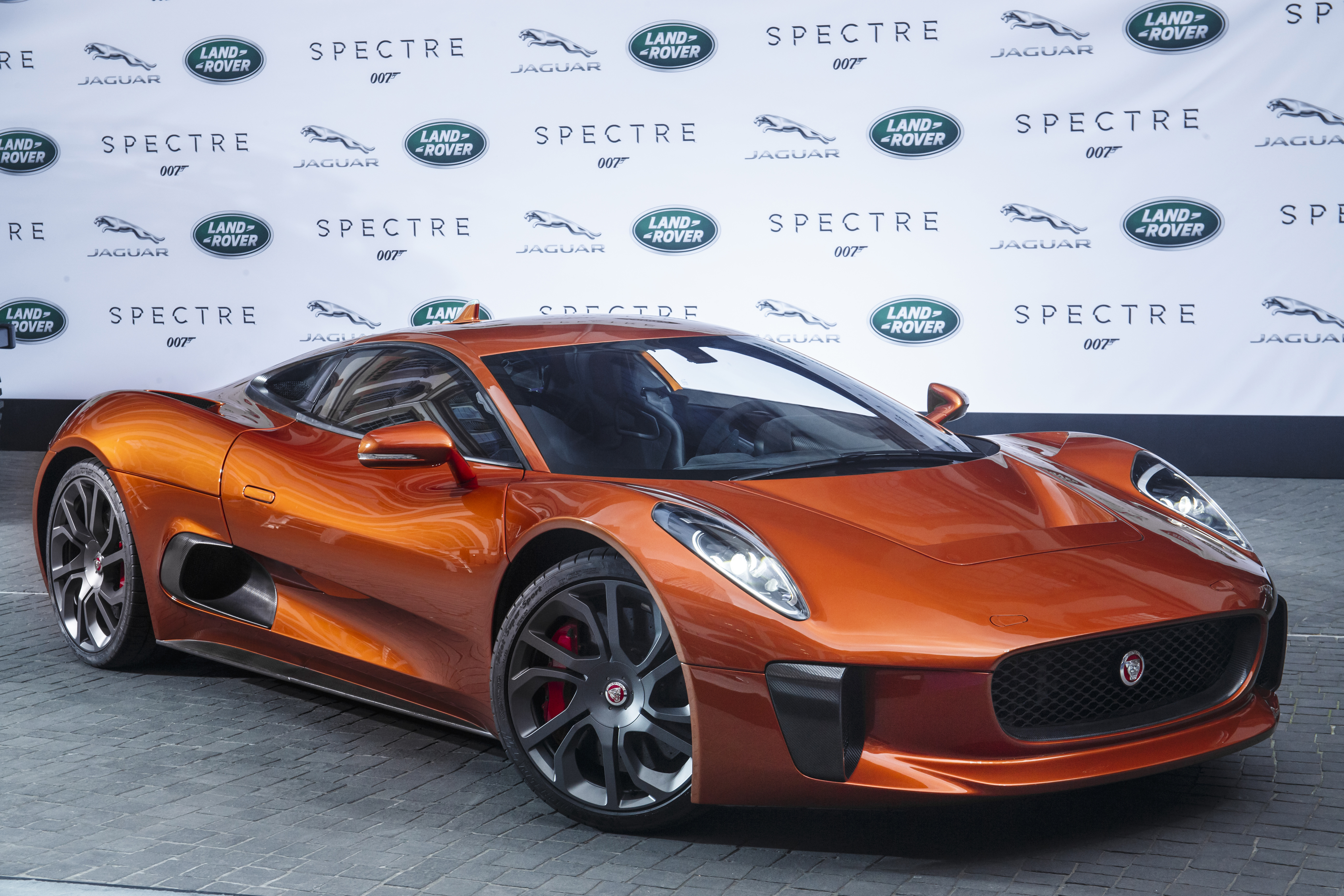
На съёмках фильма «Спектр»